# گوشت گوسفند

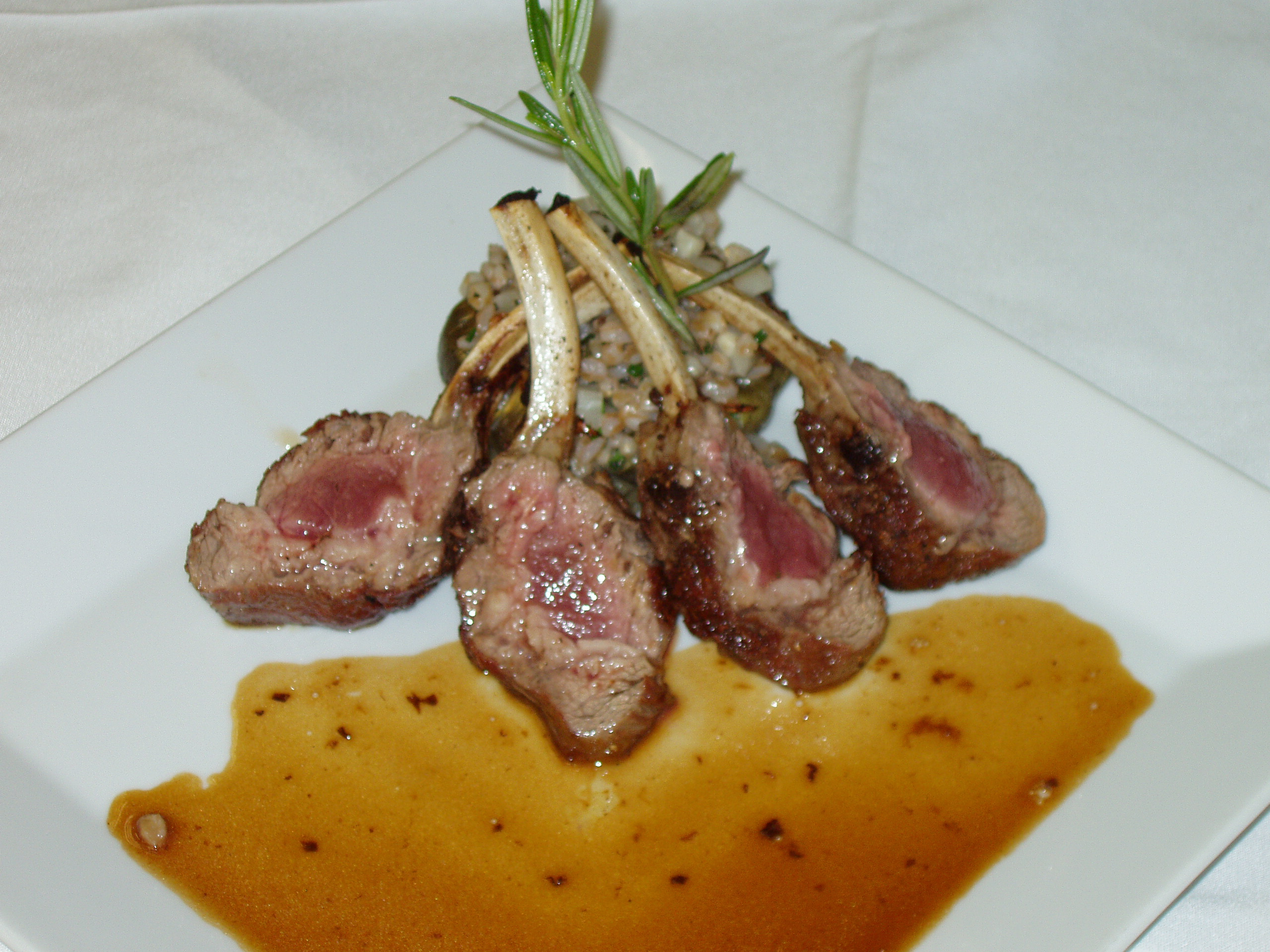
برش شیشلیکی گوسفند (بخشی از راسته که به دنده پیوسته است)

گوشت گوسفند یا گوشت بره به گوشتی گفته می‌شود که از گوسفند اهلی به دست می‌آید. گوشت گوسفند یک ساله گوشت بره و گوشت گوسفند بالای یک سال گوشت گوسفند نامیده می‌شود.

## گوشت گوسفند

### گردن و سینه گوسفند
این قسمت، قسمت میانی گردن است و به سمت میانه بدن گوسفند قرار دارد و از گردن گوسفند ارزان‌تر است. بهترین نحوه استفاده از این تکه گوسفندی خرد کردن داخل خورش‌ها است. برای استفاده برای خورش گوشتی را انتخاب کنید که چربی کمتری داشته باشد و همه قسمتهای آن یکرنگ باشد.

### شانه گوسفند
اگر می‌خواهید برش ارزان‌تری از ران گوسفند برای طبخ غذا داشته باشید شانه گوسفند را انتخاب کنید. این برش نیمه پائینی تنه گوسفند است.
برای تهیه یک غذای خوشمزه از این قسمت از گوسفند می‌توانید این قسمت را به همراه سبزیجات معطر و سیر کباب کنید یا ابتدا گوشت را برای کباب شدن روی آتش بگذارید و روی آن برش‌های سیب زمینی قراردهید اینگونه سیب زمینی‌ها طعم گوشت کبابی می‌گیرند. روش دیگر برای پخت این گوشت خردکردن آن به تکه‌های کوچک و ریختن داخل خورش است.

## طبقه‌بندی و واژگان
- بره: زیر ۱۲ ماه سن دارد.
- گوسفند: ماده (میش) یا نر (قوچ) که دارای بیش از دو دندان دائمی است.